# Zabagonie (osada)
Zabagonie – osada w Polsce, położona w województwie podlaskim, w powiecie hajnowskim, w gminie Dubicze Cerkiewne.
Do 2024 r. miejscowość była przysiółkiem wsi Długi Bród. W latach 1975–1998 przysiółek administracyjnie należała do województwa białostockiego.
Prawosławni mieszkańcy przysiółka należą do parafii Podwyższenia Krzyża Pańskiego w Werstoku.